# Intonation (gregoriansk sång)
Intonation eller incipit kallas de första orden, den första frasen gregoriansk sång som kantorn sjunger - intonerar - varefter kören (eller församlingen) stämmer in vid en given punkt. I den vanliga bönen Ave Maria sjunger till exempel försångaren "Ave Maria" och kören fortsätter "gratia plena…" etc.